# Parelloop 2015
De Parelloop 2015 vond plaats op zondag 29 maart 2015 in het Limburgse Brunssum. Het was de 27e editie van dit evenement. In totaal finishten er 558 mannen en 399 vrouwen.
De wedstrijd bij de mannen werd gewonnen door de Keniaan Nicodemus Kimutai in 28.29. Hij had dezelfde finishtijd als zijn landgenoot Amos Mitei. Bij de vrouwen ging de Keniaanse Maryanne Wangari met de hoogste eer strijken. Zij won de wedstrijd in 32.21, zes tellen sneller dan haar landgenote Jane Moraa, die tweede werd. De snelste Nederlander was Jesper van der Wielen. Hij werd vijfde in 28.36.
Naast een 10 km kende het evenement ook een loop over 5 km.

## Uitslagen

### Mannen
| rang   | naam                  | land | tijd  |
| ------ | --------------------- | ---- | ----- |
| Goud   | Nicodemus Kimutai     | KEN  | 28.29 |
| Zilver | Amos Mitei            | KEN  | 28.29 |
| Brons  | Taoufik El Alem       | MAR  | 28.33 |
| 4      | Noureddine Htaibi     | MAR  | 28.35 |
| 5      | Jesper van der Wielen | NED  | 28.36 |
| 6      | Kinde Atanaw          | ETH  | 28.40 |
| 7      | Ezrah Kiprotich       | KEN  | 29.08 |
| 8      | Bethwell Birgen       | KEN  | 29.14 |
| 9      | Abdihakim Ulad        | DEN  | 29.25 |
| 10     | Justus Kiptoo         | KEN  | 29.31 |
| 11     | Ibrahim Mukungi       | KEN  | 29.48 |
| 12     | Khalid Choukoud       | NED  | 29.54 |
| 13     | Tiidrek Nurme         | EST  | 30.01 |
| 14     | Thijs Nijhuis         | DEN  | 30.02 |
| 15     | Mohamed-Ali Mohammed  | SOM  | 30.12 |
| 17     | Yannick Michiels      | BEL  | 30.24 |
| 18     | Florent Caelen        | BEL  | 30.29 |
| 19     | Mourad El Bannouri    | MAR  | 30.31 |
| 20     | Nick Van Peborgh      | BEL  | 30.33 |

### Vrouwen
| rang   | naam               | land | tijd  |
| ------ | ------------------ | ---- | ----- |
| Goud   | Maryanne Wangari   | KEN  | 32.21 |
| Zilver | Jane Moraa         | KEN  | 32.27 |
| Brons  | Ivy Kibet          | KEN  | 32.45 |
| 4      | Faith Chepkoech    | KEN  | 33.02 |
| 5      | Sara Lahti         | SWE  | 33.06 |
| 6      | Seltana Ait Hamou  | MAR  | 33.25 |
| 7      | Simret Restle      | GER  | 33.43 |
| 8      | Mary Njoki         | KEN  | 33.59 |
| 9      | Veerle Dejaeghere  | BEL  | 34.05 |
| 10     | Matylda Kowal      | POL  | 34.30 |
| 11     | Liina Luik         | EST  | 34.41 |
| 12     | Manuela Soccol     | BEL  | 36.08 |
| 13     | Firehiwot Gamachu  | BEL  | 36.17 |
| 14     | Stephanie Bouma    | NED  | 36.21 |
| 15     | Irene van Lieshout | NED  | 36.55 |
| 17     | Evelien Ruijters   | NED  | 37.58 |
| 18     | Nadezhda Wijenberg | NED  | 40.01 |

1989 ·
1990 ·
1991 ·
1992 ·
1993 ·
1994 ·
1995 ·
1996 ·
1997 ·
1998 ·
1999 ·
2000 ·
2001 ·
2002 ·
2003 ·
2004 ·
2005 ·
2006 ·
2007 ·
2008 ·
2009 ·
2010 ·
2011 ·
2012 ·
2013 ·
2014 ·
2015 ·
2016 ·
2017 ·
2018 ·
2019 ·
2020 (afgelast) ·
2021 (afgelast) ·
2022 ·
2023 ·
2024